# Yasemin
Yasemin é um filme de drama alemão de 1988 dirigido e escrito por Hark Bohm. Foi selecionado como representante da Alemanha Ocidental à edição do Oscar 1989, organizada pela Academia de Artes e Ciências Cinematográficas.

## Elenco
- Ayse Romey - Yasemin
- Uwe Bohm - Jan
- Sener Sen - Yunuf
- Ilhan Emirli - Dursun
- Sevgi Özdamar - Dilber
- Toto Karaca - Zeynep
- Sebnem Selduez - Nesrin
- Nursel Köse - Emine
- Katharina Lehmann - Susanne
- Nedim Hazar - Hassan